# Chain of Rocks Water Purification Plant

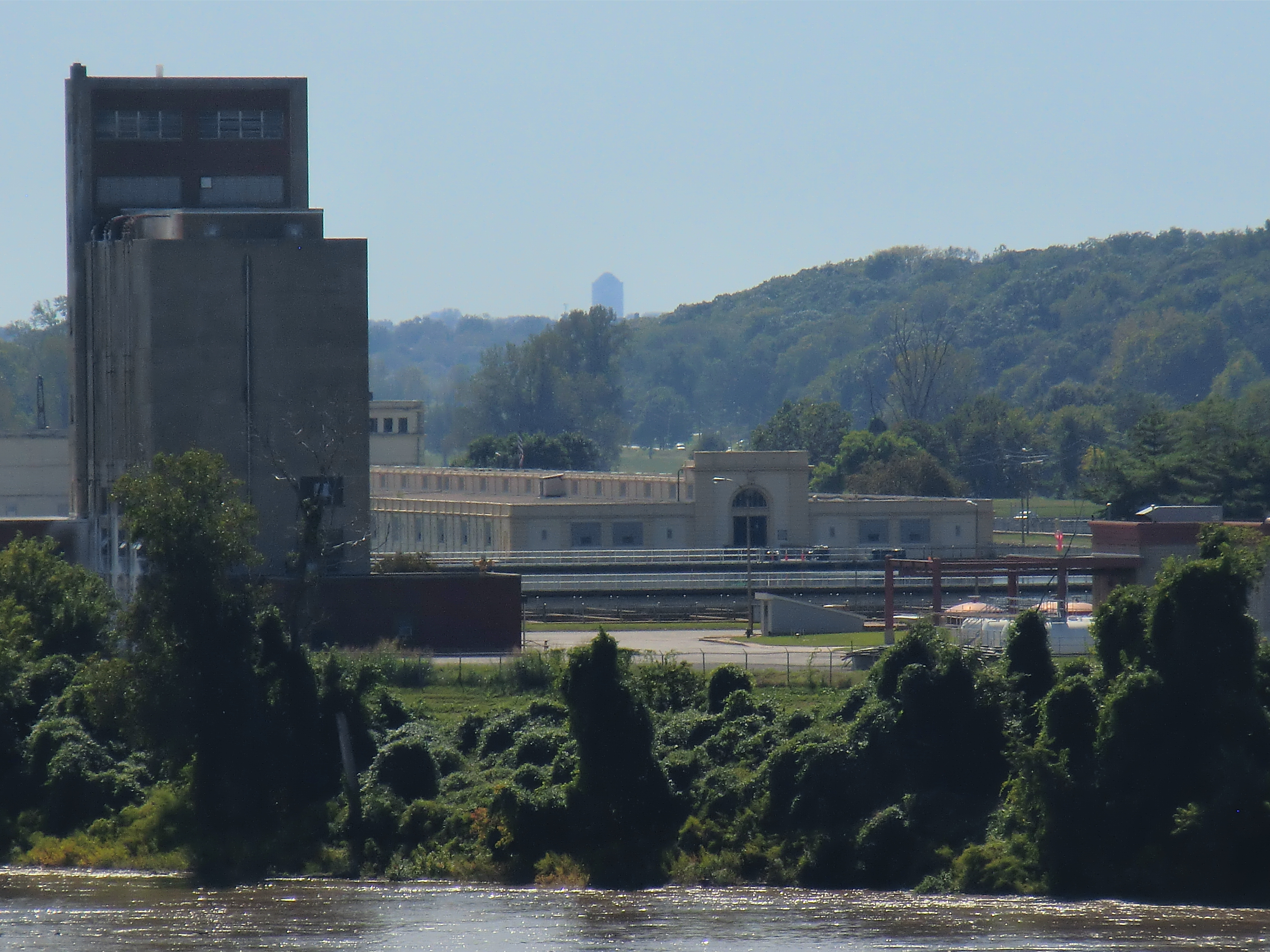
Das Wasserwerk von der Chain of Rocks Bridge aus gesehen

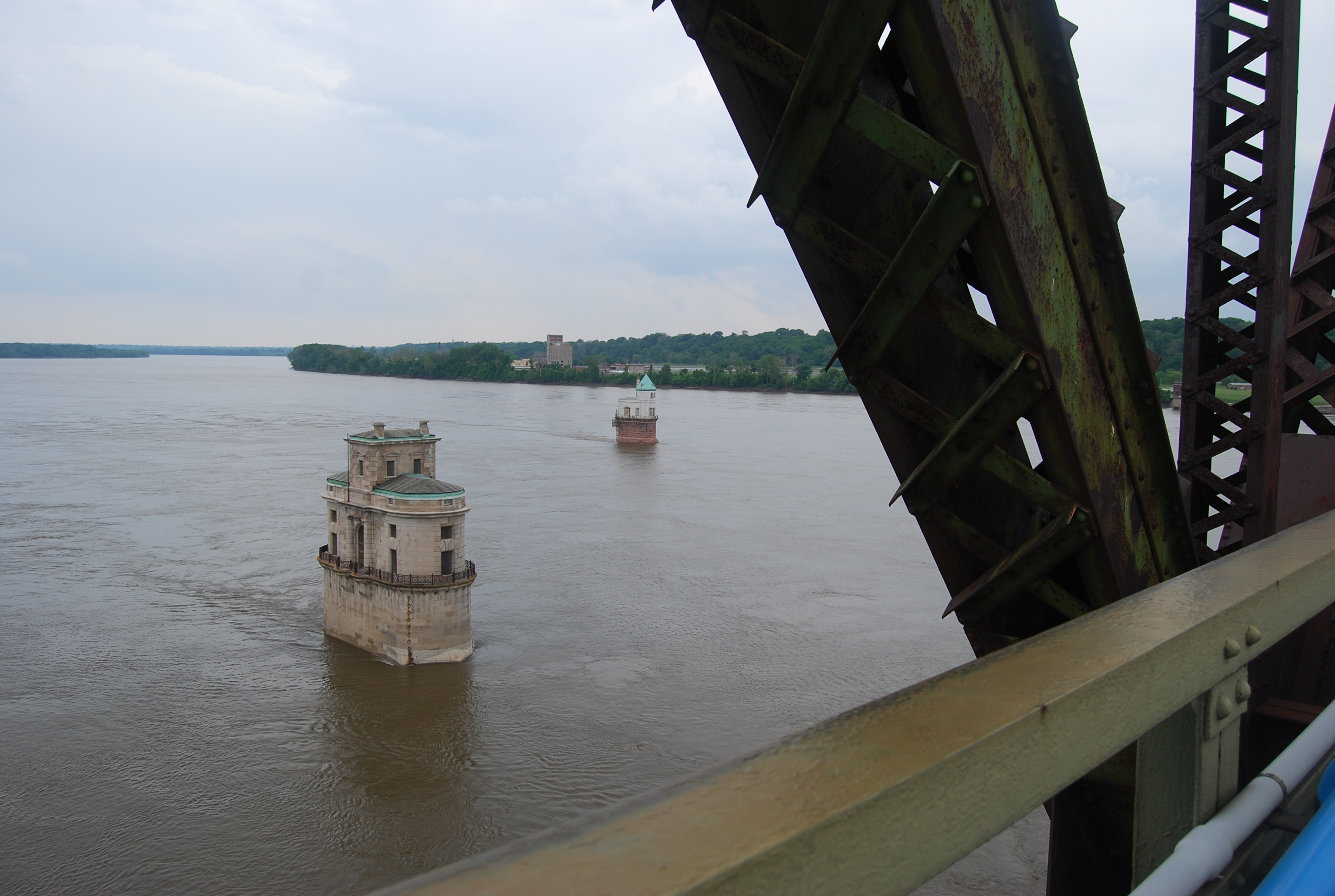
Einlaufbauwerk des Wasserwerks im Mississippi River

Die Chain of Rocks Water Purification Plant, auch Chain of Rocks Water Treatment Plant, ist ein Wasserwerk zur Versorgung der St. Louis im Bundesstaat Missouri in den Vereinigten Staaten. Es bereitet das Wasser aus dem Mississippi River mit Hilfe chemischer Fällung der Trübstoffen zu Trinkwasser auf – ein Verfahren, das erstmals in dieser Form in einem solch großen Wasserwerk angewandt wurde und dazu führte, dass dieses vom ASCE auf die Liste der Denkmäler der Ingenieurbautechnik gesetzt wurde.

## Geschichte
Viele amerikanische Städte litten Anfang des 20. Jahrhunderts unter verschmutztem Trinkwasser, so auch St. Louis. 1903 fielen einer Typhus- und Choleraepidemie 287 Menschenleben zum Opfer – eine Zahl, die durch stetige Verbesserungen am Wasserwerk auf 91 im Jahr 1914 reduziert werden konnte. Das Wasserwerk erhielt kurz vor der Eröffnung der Louisiana Purchase Exposition eine entscheidende Verbesserung durch die Einführung der Trübstofffällung mittels Kalk und Eisensulfat. Das Verfahren wurde zuvor bereits in Quincy (Illinois) angewandt, wurde aber durch den Brunnenmeister Ben C. Adkins und den Ingenieure Edward E. Wall durch Anpassung der Dosierung verbessert.

## Anlage
Das Wasserwerk entnimmt mit zwei Einlaufbauwerken bei der Chain of Rocks Bridge das Wasser dem Mississippi und führt es einem Sandfang zu. Danach wird es mit Kalk und Eisensulfat zur Fällung der Trübstoffe versetzt, die sich in den folgenden sechs Absetzbecken ausscheiden. Durch Zusetzen von Alaun werden weitere Trübstoffe gefällt, die in einem separaten Becken abgesetzt werden. Als letzter Schritt wird dem Trinkwasser Chlor zugesetzt, bevor es in das Leitungsnetz der Stadt fließt.